# Slottskyrkan, Åbo
Slottskyrkan (finska: Linnan kirkko) är en luthersk kyrka i Åbo slott i Finland. Den tidigare festsalen vigdes i kyrkobruk år 1706. Slottskyrkan förvaltas av Åbo museicentral och har sittplatser för 240 personer.
Slottskyrkan är en populär vigsel- och dopkyrka. Gudstjänster hålls här av föramlingarna inom Åbo och S:t Karins kyrkliga samfällighet, exempelvis julottan. Kyrkans mekaniska orgel med 18 stämmor är tillverkad av Marcussen & Søn år 1964.

## Historia
Den slottsvåning, där det som senare kom att bli Slottskyrkan finns, tillkom på 1550-talet och byggdes i renässansstil som residens för hertig Johan av Finland.
Utrymmet som idag är kyrka inreddes då som hertigens gästabudssal och kallades Stora salen. Under kung Gustav II Adolfs besök på slottet år 1614 utbröt en eldsvåda i slottets gästbudssal och skadade hela huvudborgen.
Då den gamla Sturekyrkan i Åbo slott hade blivit för liten för Åbo slottsförsamling togs år 1706 beslutet att viga gästabudssalen till kyrka. Kyrkan användes av både invånare på slottet och i dess omnejd. De kungliga logerna byggdes 1775 till ära av kung Gustav III:s och Sofia Magdalenas besök.
Under forsättningskriget 1941 totalförstördes kyrkan i en brand som uppstod i ett sovjetiskt bombanfall mot Åbo. Kyrkan restaurerades och stod färdig 1961 då den återinvigdes av ärkebiskop Ilmari Salomies. Det enda föremålet som gick att rädda ur branden var en skrifteklocka som kan ses vid den restaurerades kyrkans sakristias dörr.
Av de tre kyrkliga utrymmena i Åbo slott är Slottskyrkan det enda som uppförts efter reformationen. Kyrkan genomgick en renovering 1990–1992.

## Bilder

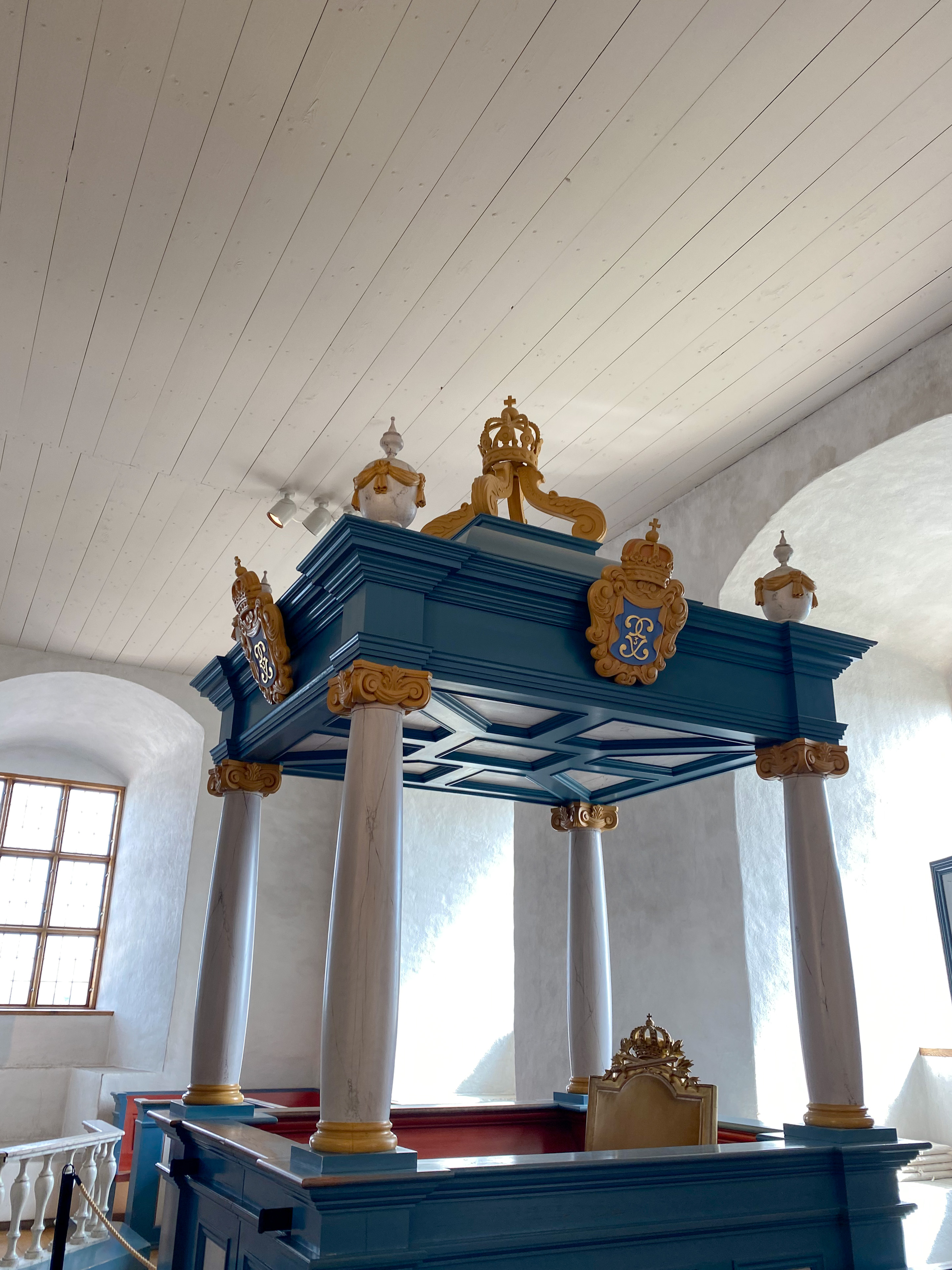
Kunglig loge i Slottskyrkan.
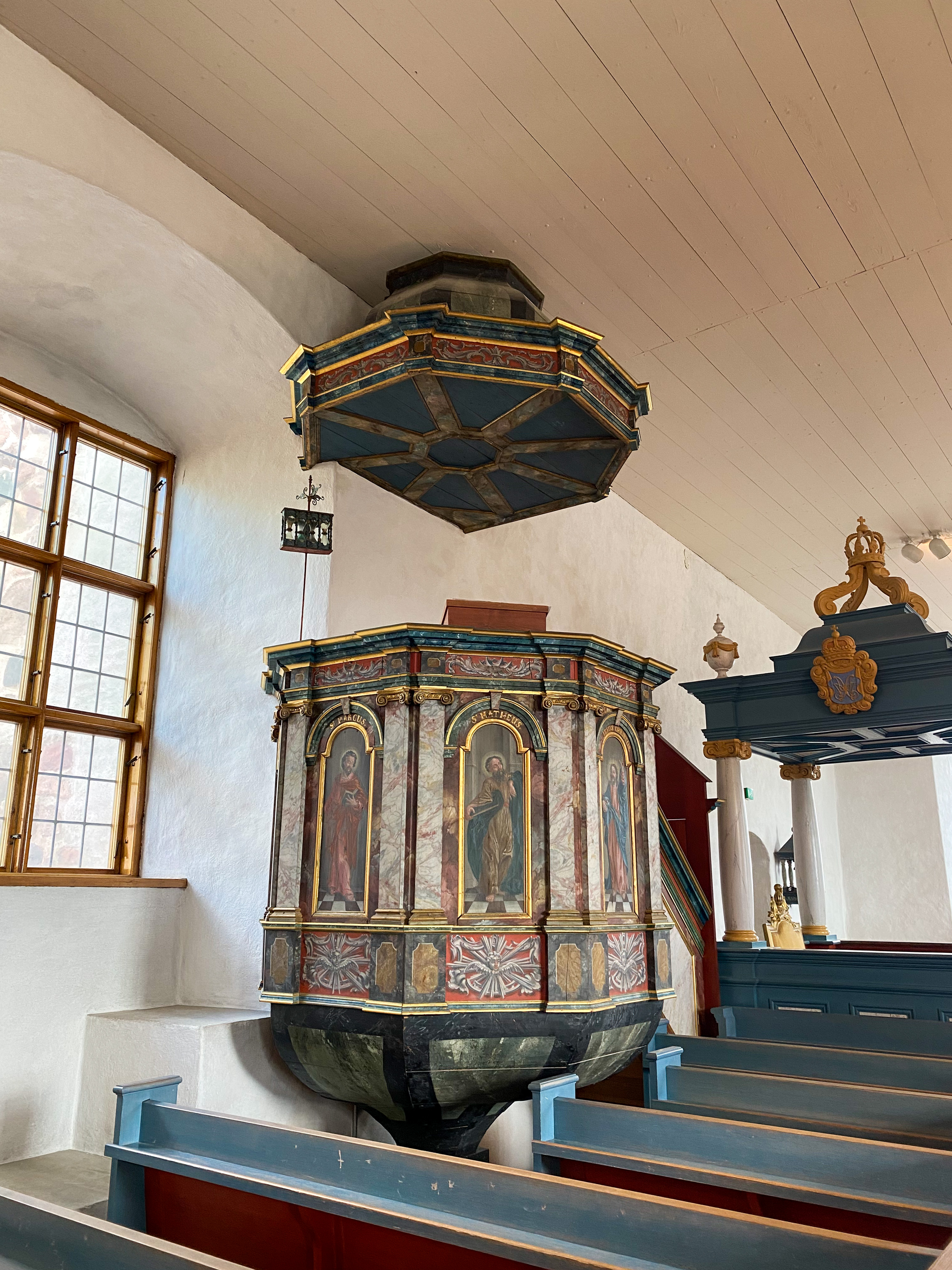
Predikstolen i Slottskyrkan.
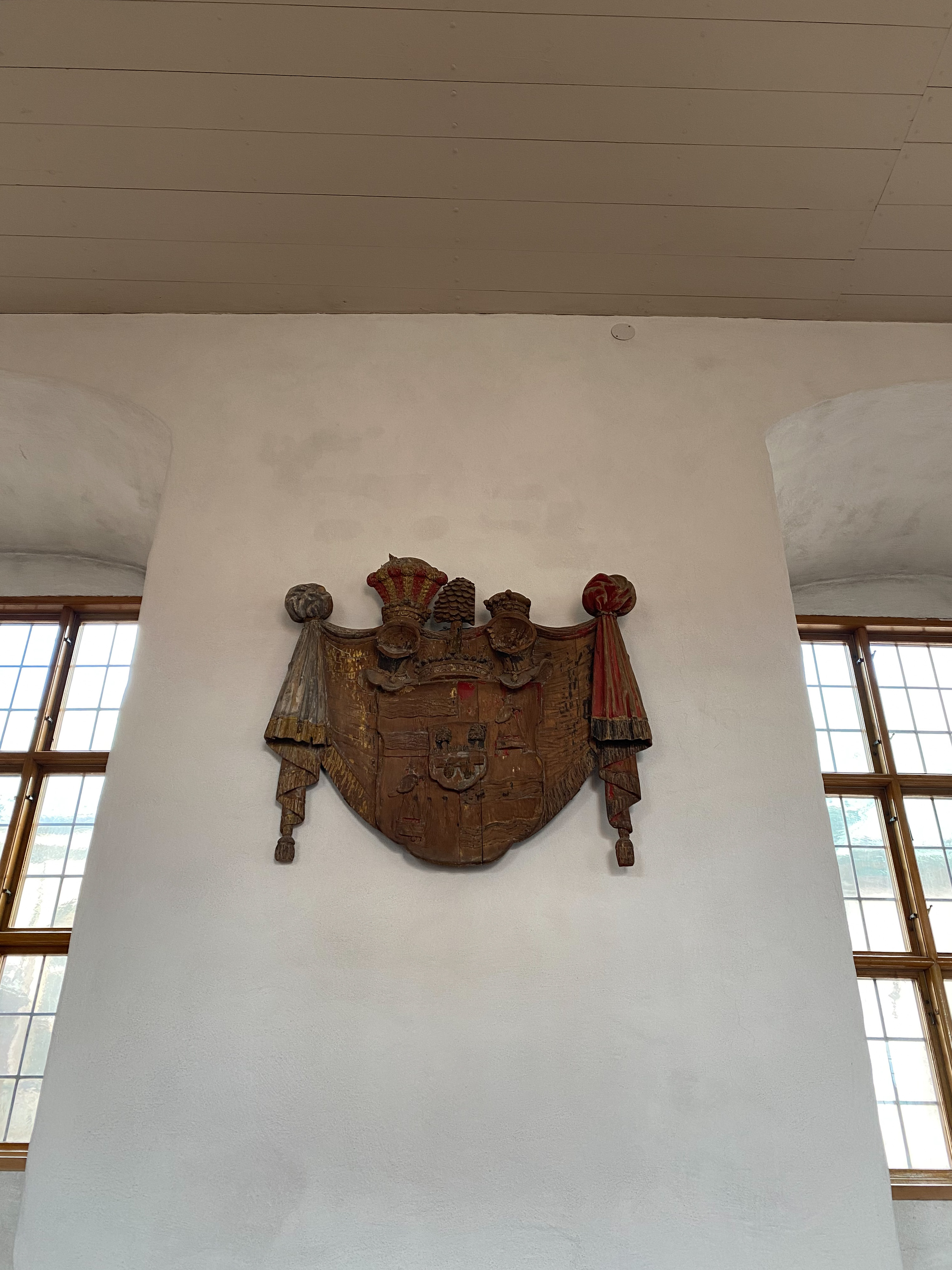
Begravningsvapen i Slottskyrkan.
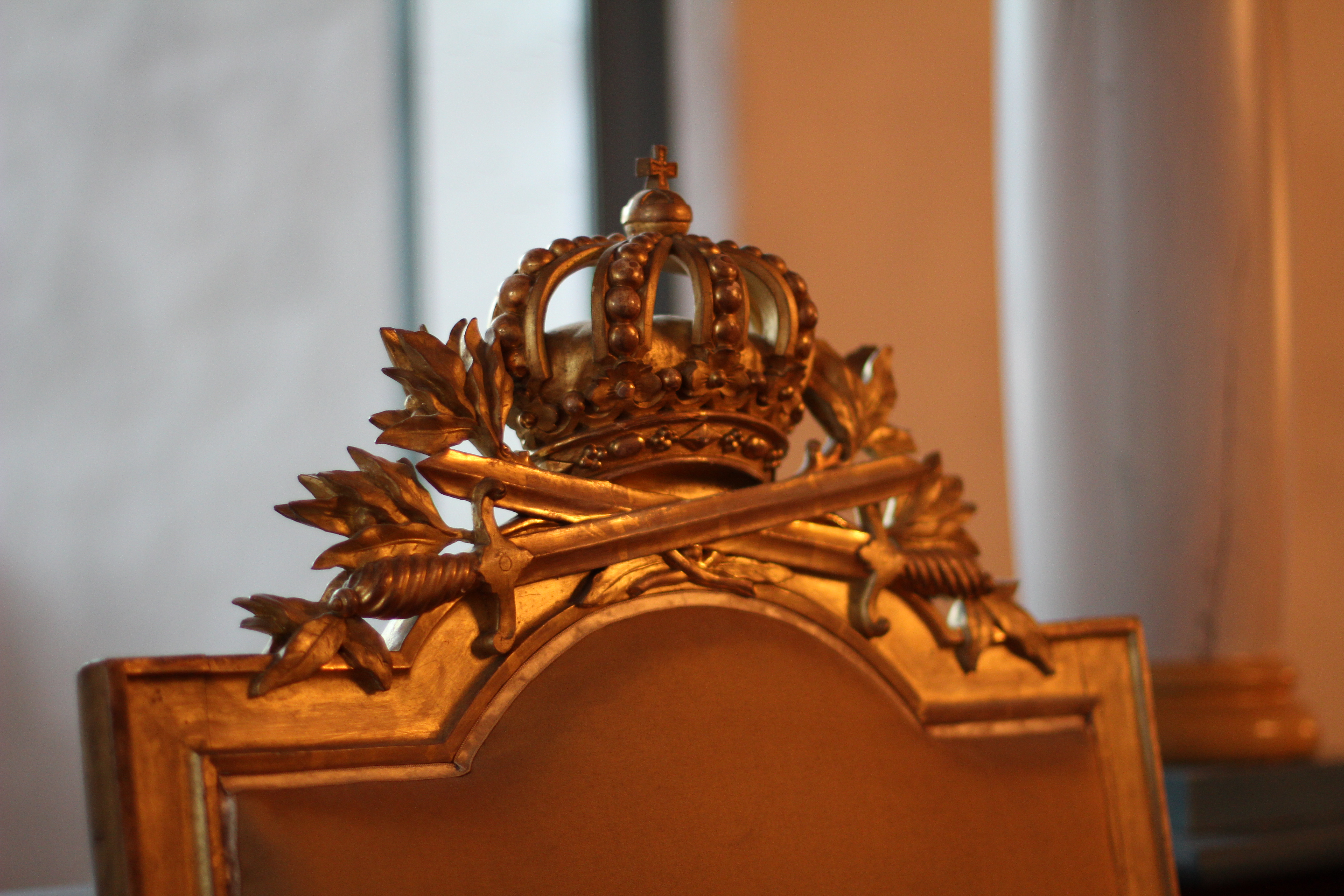
Kungens stol
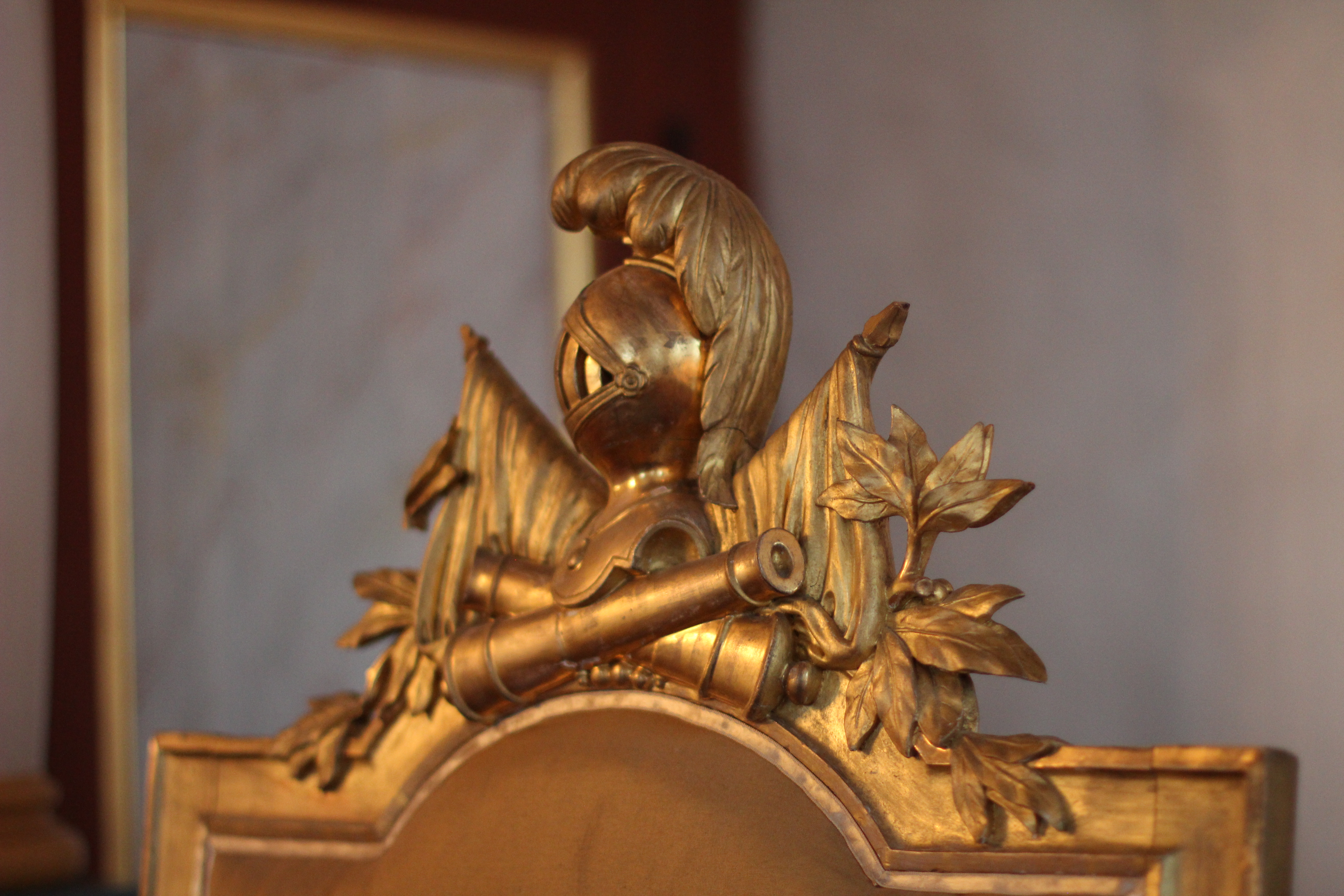
Drottningens stol.
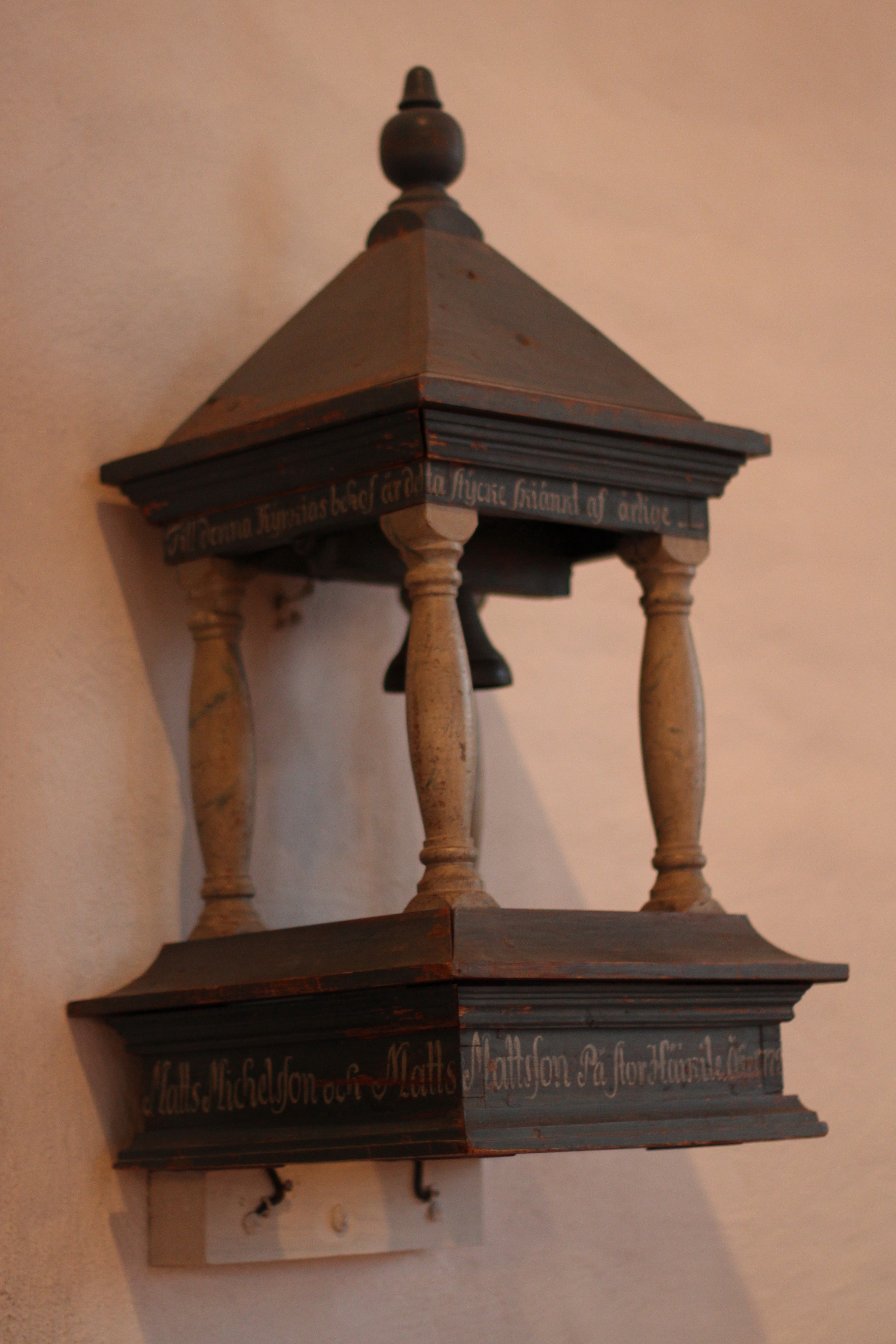
Skrifteklockan vid sakristians dörr.